# Abílio Manoel
Abilio Manuel Robalo Pedro (Lisboa, 3 de fevereiro de 1947 — Itacaré, 30 de junho de 2010) foi um cantor, compositor e produtor musical português radicado no Brasil.
Abilio também era radialista, publicitário, diretor de cinema, operador de áudio e compositor de jingles e trilhas sonoras.

## Carreira
Iniciou sua carreira em 1966, quando se preparava para ingressar na faculdade de física. Começou se apresentando no programa Show do Meio-Dia, apresentado por Pagano Sobrinho na TV Excelsior.
Em 1967, ingressou na Universidade de São Paulo e, ao mesmo tempo que estudava física, se apresentava em shows universitários promovidos no campus. Naquele ano, foi convidado para representar a USP no I Festival Latino-América de la Canción Universitaria, em Santiago, no qual conquistou o prêmio de melhor compositor, graças à canção "Minha Rua".
Logo a popularidade no meio universitário chegou aos meios de comunicação, e, ainda em 1967, foi convidado a participar do programa de Hebe Camargo, de grande audiência, onde cantou três músicas. Essa apresentação lhe trouxe o primeiro contrato, com a gravadora Odeon, pela qual gravaria, no ano seguinte, seu primeiro LP, com direção musical de Milton Miranda e arranjos e regência de Edmundo Peruzzi, a ser lançado em 1969.
Em 1968, concorreu no festival da TV Excelsior — com a música "Quem Dera…" — e no Festival Internacional da Canção — com "Catavento". Depois veio o I Festival Universitário da TV Tupi, do qual participou com "Samba de Roda" e "Tudo Bem, Tudo Certo" — seu primeiro compacto simples.
Em 1969, venceu o II Festival Universitário (TV Tupi), com "Pena Verde" — talvez seu maior sucesso, cujo compacto-simples alcançaria o topo das paradas em 1970, tornando-o conhecido em todo o país. Essa canção foi gravada em francês por Marie Laforêt.
Morreu de enfarte aos 63 anos, quando terminava suas férias na Bahia e se preparava para voltar à ativa.

## Na cultura popular
Em 2023, a canção "Luiza Manequim" de Manoel foi usada como base e sample para a faixa "Luísa Manequim" da cantautora brasilera Luísa Sonza, incluída em seu álbum Escândalo Íntimo.

## Discografia
Abilio gravou 8 LPs, 2 CDs, 22 compactos simples e 10 compactos duplos, em várias gravadoras.
- Abilio Manoel (1969)- Odeon
- Pena Verde (1970) - Odeon[3]
- Entre nós (1972) - Odeon
- Velho de Guerra (1973) - Odeon
- América Morena (1976) - Som Livre
- Becos & Saídas (1978) - Som Livre
- Curso das Águas (1984) - RCA
- Voando Baixo CD (1997) - Studio America
- 20 Sucessos de Abilio Manoel CD (1999) - EMI
- Andréa - Coletânea de Abilio Manoel CD (1982)- EMI -Fenix
- Compacto Simples
- 1968 Glorinha / Minha rua – Odeon DP-401
- 1968 Minha rua / Seu guarda – Odeon 7B-321
- 1968 Samba de roda / Tudo bem, tudo certo (Obs: Diferente da versão do LP Entre Nós)– 7B-331 ok
- 1969 Cata-vento / Arco-íris / – Odeon 7B-385
- 1969 Pena verde / Moça bonita – Odeon 7B-415
- 1970 Andréa/ Cavaleiro Andante – Odeon 7B-463
- 1971 Tudo Azul na América do Sul / Rico sem Dinheiro – Odeon[3]
- 1973 Que menina, que graça / Diz que estava – Odeon S7B-657
- 1972 Não nasci para ser herói / Pois é, sei lá – Odeon 7B-579
- 1972 Se eu fosse rei / Doce Cilia – Odeon 7B-609
- 1973 Bom dia amigo / Se eu fosse rei – Odeon S7B-685
- 1973 Bom dia amigo /Trem Fantasma - Odeon S7B-685
- 1974 A herança / Andina – Odeon S7B-740
- 1975 Quem avisa / Ilhéus – Som Livre 401.6074
- 1977 Nosotros / Reis & Folias - Som Livre 401.6099
- 1979 Menina da Bahia / As moças da minha rua – 401.6148
- 1981 Bloco da garoa / Pot-pourri Lábios de mel / Toda minha sede / Hino do carnaval brasileiro – Continental
- 1982 Princípio de tempestade / As estradas – RCA 101.0903
- Compactos- Duplos
- 1979  Pena verde / Rico sem dinheiro / Tal hora tal lugar / Tua chegada / Luiza manequim 9
- 1969 Cata-vento / O norte, a linha / Arco-íris / Três apitos – Odeon 7BD-1183
- 1971 Tal Hora, Tal Lugar/Mais que Perfeito /Tudo Azul na América do Sul /Rico sem Dinheiro – Odeon – 7BD-1242
- 1974    Pena verde / Luiza manequim/ Andréa/ Tudo azul … – Odeon – S7BD 1297
- 1981 Entrudo (Abílio -Halter Maia) / Noite vadia (tema do filme Pixote, a Lei do Mais Fraco'‘)-John Neschling, Abílio Manoel /Bloco da garoa (Abílio Manoel) / 2-Pout-Pourri:a)Lábios de mel (Abílio Manoel)b)Toda minha sede (Abílio Manoel)c)Hino do carnaval brasileiro (Lamartine Babo) – Continental 1.01.201.296[3]

## Curtas-metragens
- A Mulher do Chaveiro (1973)
- Com Legendas (2002)
- Piano Agittato (2003)
- A Viúva da Rua Síria (2005)